# 1998 في كوستاريكا
فيما يلي قوائم الأحداث التي وقعت خلال عام 1998 في كوستاريكا.

## سياسة

### تعيين في المنصب
- 8 مايو – ميغيل أنخيل رودريغز إيشيفيريا رئيس كوستاريكا.

### انتهاء فترة المنصب
- 8 مايو – خوسيه ماريا فيغيريس رئيس كوستاريكا.

## مواليد

### فبراير
- 7 فبراير – لويس خوسيه هرنانديز لاعب كرة قدم كوستاريكي.[1]

### مارس
- 6 مارس – يان سميث لاعب كرة قدم كوستاريكي.[2]
- 19 مارس – جوناثان مارتينيز لاعب كرة قدم كوستاريكي.[3]

### أبريل
- 19 أبريل – أورلاندو سنكلير لاعب كرة قدم كوستاريكي.[4]

### يونيو
- 28 يونيو – كيفن ريفيرا

### ديسمبر
- 6 ديسمبر – لويس دياز إسبينوزا[5]

## وفيات

### أغسطس
- 9 أغسطس – فرنسيسكو زونيغا (مواليد 1912)[6]

### ديسمبر
- 3 ديسمبر – سيزار فالفيردي فيغا (مواليد 1928) رسام كوستاريكي.[7]